# فرودگاه تامبولاکا
فرودگاه تامبولاکا (به انگلیسی: Tambolaka Airport) (به زبان بومی: Bandar Udara Tambolaka) یک فرودگاه همگانی با کد یاتا TMC است . این فرودگاه در کشور اندونزی قرار دارد و در ارتفاع ۶۲ متری از سطح دریا واقع شده است.